# Parastyrax lacei
Parastyrax lacei är en storaxväxtart som först beskrevs av William Wright Smith, och fick sitt nu gällande namn av William Wright Smith. Parastyrax lacei ingår i släktet Parastyrax och familjen storaxväxter. Inga underarter finns listade i Catalogue of Life.